# Grup de izometrie
În matematică grupul de izometrie al unui spațiu metric este mulțimea tuturor izometriilor bijective (adică aplicații bijective, care păstrează distanța) din spațiul metric pe el însuși, cu compunerea funcțiilor⁠(d) ca operație de grup. Elementul său neutru este funcția identitate. Elementele grupului de izometrie sunt uneori numite deplasări ale spațiului.
Fiecare grup de izometrie al unui spațiu metric este un subgrup de izometrii. Reprezintă în cele mai multe cazuri un posibil set de simetrii ale obiectelor/figurilor din spațiu, sau ale funcțiilor definite pe spațiu. Vezi grup de simetrie.
Un grup de izometrie discret este un grup de izometrii astfel încât pentru fiecare punct al spațiului setul de imagini ale punctului din izometrii este o mulțime discretă.
În spațiul pseudoeuclidian⁠(d) metrica este înlocuită cu o formă cvadratică izotropă⁠(d); transformările care conservă această formă sunt uneori numite „izometrii”, iar mulțimea lor se spune că formează un grup de izometrie al spațiului pseudoeuclidian.

## Exemple
- Grupul de izometrie al subspațiului unui spațiu metric format din punctele unui triunghi scalen este grupul trivial. Un spațiu similar pentru un triunghi isoscel este grupul ciclic⁠(d) de ordinul doi, C2. Un spațiu similar pentru un triunghi echilateral este D3, grupul diedral de ordinul 6.
- Grupul de izometrie al unei sfere bidimensionale este grupul ortogonal O(3).[3]
- Grupul de izometrie al spațiului euclidian n-dimensional este grupul euclidian⁠(d) E(n).[4]
- Grupul de izometrie al modelului discului Poincaré al planului hiperbolic este grupul unitar proiectiv special SU(1,1).
- Grupul de izometrie al modelului semiplanului Poincaré⁠(d) al planului hiperbolic este PSL(2,R).
- Grupul de izometrie al spațiului Minkowski este grupul Poincaré.[5]
- Spatiile simetrice Riemanniene⁠(d) sunt cazuri importante în care grupul de izometrie este un grup Lie.